# رافائل اسدوف
رافائل اسدوف (به ترکی آذربایجانی: Rafael Əsədov) (زاده ۱۹۵۲ – درگذشت ۱۹۹۲) قهرمان ملی جمهوری آذربایجان بود.

## اوایل زندگی
اسدوف در ۲۷ اکتبر ۱۹۵۲ در گنجه زاده شد. پس از اتمام دبیرستان در سال ۱۹۶۹، وارد مدرسه هنر تفلیس شد. وی پس از فارغ‌التحصیلی از مدرسه نظامی در سال ۱۹۷۳، تحصیلات خود را در آکادمی توپخانه نظامی میخایلوفسکی در شهر سن پترزبورگ ادامه داد. وی در نیروهای مسلح اتحاد جماهیر شوروی سوسیالیستی در مجارستان، ویتنام و افغانستان خدمت کرد.
او در سال ۱۹۹۱، اسدوف حضور فعالی در عملیات‌های نظامی مناطق آغ‌دام، گورانبوی، تووز و گدابیگ داشت.

## زندگی خصوصی
او متأهل بود و دو کودک داشت وی در ۱۲ نوامبر ۱۹۹۲، هنگام نظارت بر مواضع جنگی برای آماده‌سازی عملیات در منطقه شهرستان آغستفا کشته شد. وی را در خیابان شهدای شهر باکو به خاک سپردند.

## نشان‌ها
اسدوف پس از مرگ، با فرمان شماره ۲۰۲ رئیس جمهوری آذربایجان به تاریخ ۱۶ سپتامبر ۱۹۹۴، به‌عنوان قهرمان ملی جمهوری آذربایجان برگزیده شد.